# Life Is but a Dream...
Life Is but a Dream... è il nono album in studio del gruppo musicale statunitense Avenged Sevenfold, pubblicato il 2 giugno 2023 dalla Warner Records.

## Descrizione
L'album è stato registrato in un periodo di tempo che va dal 2018 sino al 2022, durante un processo di produzione enormemente rallentato dalla pandemia di COVID-19 e dalla volontà della band di pubblicarlo avendo la possibilità di promuoverlo anche con un tour.
Ispirati dal filosofo Albert Camus, i testi delle canzoni sono focalizzate su esistenzialismo e assurdismo, amore, vita, morte e intelligenza artificiale, mentre musicalmente sono presenti le sonorità e le influenze più disparate, che vanno dall'heavy metal e il punk al rock progressivo e al rock classico, dalla musica elettronica alla classica, dal jazz e il soul al country, al funk e alla disco. Oltre all'utilizzo di strumenti non convenzionali per l'heavy metal come strumenti ad arco e a fiato come nelle precedenti produzioni, nell'album il gruppo fa inoltre ampio uso di campionamenti, sintetizzatori, tastiere, voci femminili e vocoder. Il bridge di Mattel e parte del testo di Beautiful Morning risultano scritti dal batterista The Rev prima della sua scomparsa avvenuta nel 2009.
L'album si chiude con un pezzo strumentale eseguito interamente al pianoforte dal chitarrista Synyster Gates, che lo aveva in precedenza dedicato a suo figlio River al momento della sua nascita. La stessa G, facente parte di un trio di canzoni le quali iniziali formano la parola GOD [Dio], è stata composta sulla base di una musica realizzata da Gates per sua moglie.
Le influenze indicate dai membri del gruppo per la composizione delle tracce sono artisti di generi completamente differenti tra loro: tra questi figurano Daft Punk, Frank Zappa, Elton John, Mr. Bungle, R. Kelly, Brian Wilson, Alice in Chains, Faith No More, Led Zeppelin, Kanye West, Travis Scott, Stevie Wonder e Frank Sinatra.

## Tracce
Testi e musiche di Zachary Baker, Brian Haner, Matthew Sanders, Jonathan Seward e Brooks Wackerman, eccetto dove indicato.
1. Game Over – 3:46
2. Mattel – 5:30 (musica: Zachary Baker, Brian Haner, Matthew Sanders, Jonathan Seward, Jimmy Sullivan, Brooks Wackerman)
3. Nobody – 5:53
4. We Love You – 6:15
5. Cosmic – 7:31
6. Beautiful Morning – 6:32 (testo: Zachary Baker, Brian Haner, Matthew Sanders, Jonathan Seward, Jimmy Sullivan, Brooks Wackerman)
7. Easier – 3:37
8. G – 3:37
9. (O)rdinary – 2:52
10. (D)eath – 3:19
11. Life Is but a Dream... – 4:29 (musica: Brian Haner)

## Formazione
Hanno partecipato alle registrazioni, secondo le note di copertina:
Gruppo
- M. Shadows – voce, orchestrazione
- Synyster Gates – chitarra, orchestrazione, mellotron (tracce 1 e 6), flauto (traccia 1), pianoforte (tracce 1-3, 5, 6 e 11), Fender Rhodes (tracce 2, 5 e 10), wurlitzer (traccia 2), sintetizzatore (tracce 6, 7 e 10), armonica a bocca e organo Hammond (traccia 6)
- Zacky Vengeance – chitarra, orchestrazione
- Johnny Christ – basso, orchestrazione
- Brooks Wackerman – batteria, orchestrazione

Altri musicisti
- San Bernardino Symphony – orchestra
- Anthony Parnther – direttore d'orchestra
- Jason Freese – sintetizzatore (tracce 3-5)
- Taura Stinson – cori (traccia 8)
- Brianna Mazzola – cori (traccia 8)

Produzione
- Joe Barresi – produzione, registrazione, missaggio aggiuntivo (tracce 1, 2, 5-7, 10)
- Avenged Sevenfold – produzione
- Andy Wallace – missaggio
- Dan Malsch – assistenza al missaggio
- Bob Ludwig – mastering
- Adam Michalak – registrazione orchestra
- Jun Murakawa – registrazione aggiuntiva dell'orchestra
- Nick Fainbarg – registrazione aggiuntiva dell'orchestra
- Brian Rajartnam – assistenza alla registrazione dell'orchestra
- Bruce Jacoby – tecnico della batteria
- Wes Lang – copertina